# 趙曼
趙曼 （1952年6月2日—），本名趙曼娟 (Chao Man Chuan )，是一名居住在法國巴黎的作家，歐洲華文作家協會會員。

## 生平
1952年6月2日出生於台北，銘傳大学商業美術設計系畢业、法國巴黎大學法語系肄業。曾任旅遊记者，去過30餘國，擅運用豐富的人生阅歷，筆觸幽默奇趣，文章散見國内外各大報，著有《版畫名家金榜》、《巴黎曼陀羅》、《古董精品》 、《巴黎心咖啡情》、《來去咖啡館品味巴黎》等。

## 著作
- 巴黎曼陀羅: 海外女作家趙曼藝都采集。商鼎文化出版社, 1994, ISBN 9578575815[4]
- 來去咖啡館品味巴黎：30家巴黎經典咖啡館。出版社：新銳文創, ISBN 9789866094163[5]